# Neivamyrmex diabolus
Neivamyrmex diabolus é uma espécie de formiga do gênero Neivamyrmex.